# Bombenanschlag auf das Marriott-Hotel in Islamabad

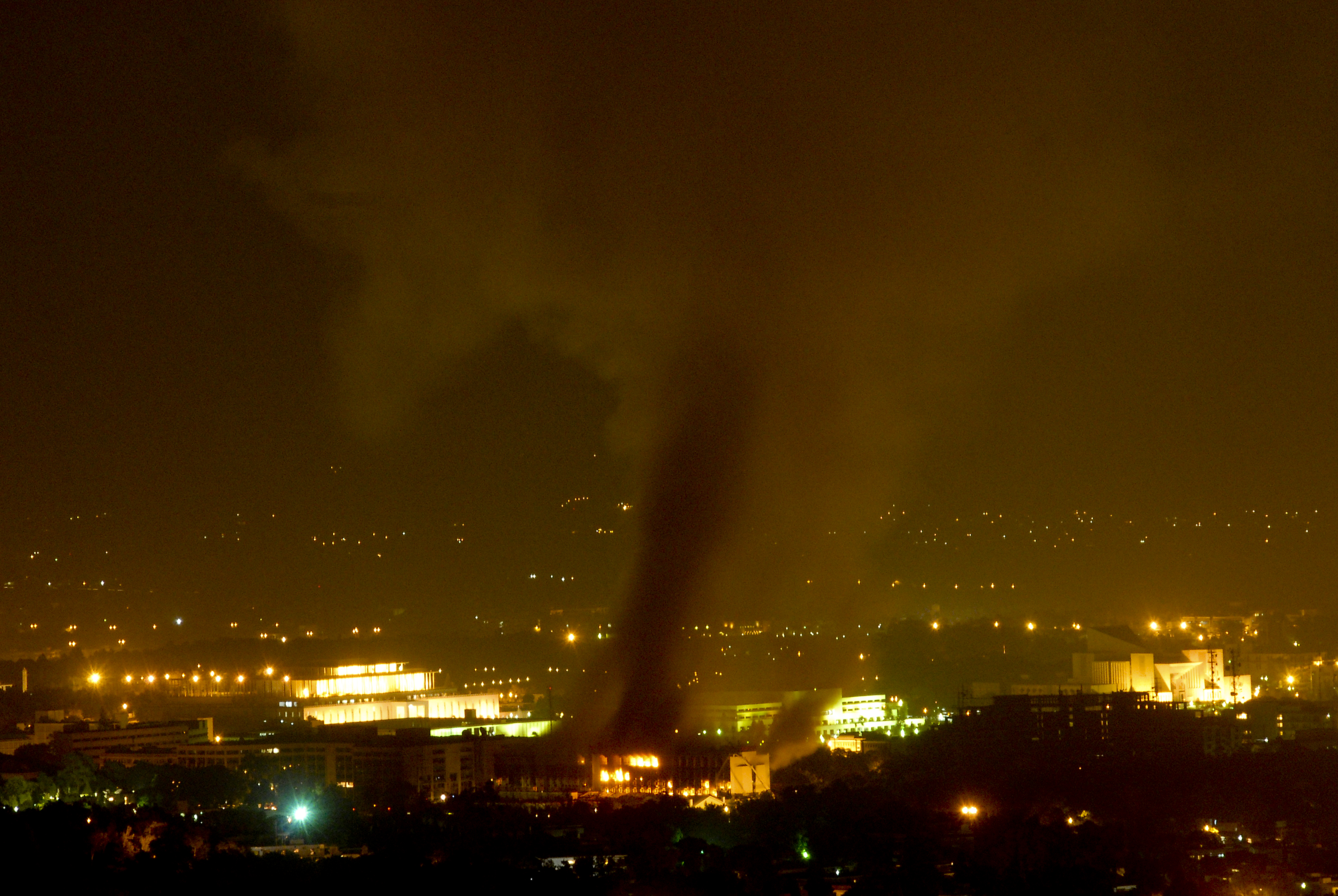
Das Hotel kurz nach dem Anschlag

Am 20. September 2008 wurde ein Bombenanschlag auf das Marriott-Hotel in Islamabad, der Hauptstadt Pakistans, verübt.

## Ablauf
Der Angriff erfolgte nur Stunden nach der ersten Rede des Präsidenten Asif Ali Zardari vor dem Parlament. Ein Muldenkipper gefüllt mit Sprengstoff zündete vor dem Marriott-Hotel. Mindestens 54 Menschen wurden getötet und mindestens 266 verletzt. Der Anschlag hinterließ einen 20 Meter breiten und 6 Meter tiefen Krater vor dem Hotel. Die Mehrheit der Opfer sind Pakistanis, unter den Verletzten waren auch mehr als fünfzehn Ausländer.

## Hintergrund
Ziele und Urheber des Attentats sind bis heute unbekannt. In dem Hotel waren auch amerikanische Soldaten untergebracht, die in Afghanistan operieren sollten. Die pakistanischen und US-amerikanischen Behörden verdächtigen islamistische Gruppen mit Verbindungen zu al-Qaida. Verbindungen südostasiatischer Islamisten zu al-Qaida wurden schon früher festgestellt.
Das Marriott ist eines der renommiertesten Hotels in der Hauptstadt und befindet sich in der Nähe von Regierungsgebäuden und diplomatischen Vertretungen. Es war beliebt bei Ausländern und der pakistanischen Elite. Das Hotel war bereits einmal zuvor das Ziel von Militanten. 2007 wurden bei einem Selbstmordattentat eine Person und der Attentäter bei einem Angriff auf das Hotel getötet.

## Folgen
Als unmittelbare Reaktion auf den Anschlag stellte British Airways die Flüge nach Pakistan mit sofortiger Wirkung ein. Sie wurden erst im Jahre 2019 wieder aufgenommen.
Bei einem Drohnenangriff der US-Streitkräfte in der Provinz Paktia am 19. März 2017 wurde der Al-Qaida-Terrorist Qari Yasin getötet. Nach US-Angaben soll er für den Bombenanschlag auf das Marriott-Hotel in Islamabad und den Angriff auf das Cricketteam Sri Lankas in Lahore 2009 verantwortlich gewesen sein.

## Mediale Verarbeitung
In dem im Jahre 2012 erschienenen Film Zero Dark Thirty wird der Anschlag dargestellt und im Zuge der Suche und späteren Tötung von Osama bin Laden reflektiert.